# Поліське (Шепетівський район)
Полі́ське (колишні назви: Велика Гнійниця, Гнійниця) — село в Україні, у Ізяславській міській громаді Шепетівського району Хмельницької області. Населення становить 434 особи.

## Географія
Селом протікає річка Бездна, ліва притока Горині.

## Історія
У 1906 році село Велика Гнійниця Михнівської волості Ізяславського повіту Волинської губернії. Відстань від повітового міста 13 верст, від волості 5. Дворів 49, мешканців 274.
7 (20) листопада 1917 року, відповідно до Третього Універсалу Української Центральної Ради, увійшло до складу Української Народної Республіки.
12 червня 2020 року, відповідно до розпорядження Кабінету Міністрів України № 727-р «Про визначення адміністративних центрів та затвердження територій територіальних громад Хмельницької області», увійшло до складу Ізяславської міської територіальної громади.
19 липня 2020 року, в результаті адміністративно-територіальної реформи та ліквідації Ізяславського району, село увійшло до складу новоутвореного Шепетівського району

## Відомі люди
- Михайло Кривинюк — український філолог, громадський діяч.

## Освіта
В селі діє Поліська ЗОШ.